# Bradyopisthius
Bradyopisthius is een geslacht van rechtvleugeligen uit de familie sabelsprinkhanen (Tettigoniidae). De wetenschappelijke naam van dit geslacht is voor het eerst geldig gepubliceerd in 1887 door Karsch.

## Soorten
Het geslacht Bradyopisthius omvat de volgende soorten:
- Bradyopisthius dentatus Weidner, 1941
- Bradyopisthius klatti Weidner, 1941
- Bradyopisthius paradoxurus Karsch, 1887